# Rhenothyra
Rhenothyra es un género de foraminífero bentónico de la subfamilia Nanicellinae, de la familia Loeblichiidae, de la superfamilia Fusulinoidea, del suborden Fusulinina y del orden Fusulinida. Su especie tipo es Rhenothyra refrathiensis. Su rango cronoestratigráfico abarca el Givetiense (Devónico medio).

## Discusión
Clasificaciones más recientes incluyen Rhenothyra en la superfamilia Loeblichioidea, del suborden Endothyrina, del orden Endothyrida, de la subclase Fusulinana, de la clase Fusulinata.

## Clasificación
Rhenothyra incluye a la siguiente especie:
- Rhenothyra refrathiensis †